# Ворона, Константин Константинович
Константин Константинович Ворона (укр. Костянтин Костянтинович Ворона; 1925—1997) — металлург машиностроительного завода «Прогресс», г. Бердичев.

## Биография
Родился 10 апреля 1925 года в с. Демчин Бердичевского района Житомирской области в семье железнодорожника. Украинец.
Детство провёл в родном селе. До войны учился в школе, где закончил 6 классов.
Участник Великой Отечественной войны: с февраля 1944 года по ноябрь 1945 года принимал участие в боевых действиях в составе 2 Украинского фронта. За боевые заслуги награждён орденом Красной Звезды и медалями.
После демобилизации в 1946 году устраивается работать на Бердичевский машиностроительный завод «Прогресс» формовщиком литейного цеха № 1. Позже перешёл в литейный цех № 17 и возглавил там бригаду формовщиков.
Почти 35 лет Константин Ворона работал на заводе «Прогресс» формовщиком, проявляя новаторство и инициативу в своём деле. Принимал участие в общественной жизни: несколько раз избирался депутатом городского Совета депутатов трудящихся, вступил в члены Коммунистической партии.
Умер К. К. Ворона 5 января 1997 года в Бердичеве. Похоронен в секторе почётных захоронений городского кладбища.

## Память
- В один из своих приездов в Бердичев скульптор Пётр Криворуцкий заинтересовался Героем и создал его бюст, который вошел в фонды музея истории города Бердичева.

## Награды
- Герой Социалистического Труда (1971).
- Награждён орденом Красной Звезды и медалями.